# Freeware
Freeware je software, většinou proprietární, který je distribuován bezplatně (či za symbolickou odměnu typu poslání pohlednice, mnohdy autor umožňuje (ale nevyžaduje) v případě spokojenosti zaslání finančního daru), někdy hovoříme o typu softwarové licence. Podmínky bezplatného používání a šíření jsou definovány v licenční smlouvě, která je často specifická pro každý freeware.
Autor si u freewaru zpravidla ponechává autorská práva, například nedovoluje program upravovat nebo omezuje použití zdarma jen pro specifické účely (např. různé kombinace následujících omezení: jen pro nekomerční účely, jen pro osobní potřebu, jen na domácím osobním počítači, jen pro vzdělávání ve školách, jen v charitativních organizacích, jen na konkrétních typech zařízení, jen pro zobrazování souborů vytvořených konkrétním placeným softwarem apod.). V některých případech autor taky vyžaduje bezplatnou registraci nebo omezuje způsoby distribuce. Některý freeware je možné používat i ve firmách na pracovních počítačích, ale jen pokud nebude používaný na přímé poskytování komerčních služeb. Freeware software se tak liší od svobodného softwaru nebo otevřeného softwaru.
Jedná se o program, který je za určitých podmínek možné používat bez placení autorského honoráře a šířit. Na světě existuje mnoho katalogů, které seskupují tyto programy většinou společně s programy, které jsou k dispozici ke stažení na zkušební dobu. Tyto katalogy jsou dobrým zdrojem alternativního softwaru k drahým placeným licencím.

## Odlišnosti freewaru oproti otevřenému a svobodnému softwaru
- Je třeba rozlišovat mezi freewarem a svobodným softwarem či otevřeným softwarem, nejedná se o totožné pojetí licence (i když je to tak laickou veřejností někdy vnímáno). Freeware je na rozdíl od svobodného a otevřeného softwaru proprietární software.
- Licenční smlouva k freewaru často omezuje použití jen pro nekomerční účely nebo jinak specifikované účely. Svobodný software a otevřený software je možné používat bez omezení.
- Licenční smlouvy k freewaru jsou obvykle jedinečné a jejich text je často odlišný pro každý jeden freeware. Svobodný software a otevřený software často používá jednu z univerzálních licenčních smluv, jako je například licence BSD nebo GNU General Public License (GPL).
- K freewaru se nedodávají zdrojové kódy a je zakázáno je vnitřně upravovat. U freewaru autor dodává program už v přeložené podobě (jako .exe, .com, či jiný spustitelný soubor). Rovněž je u freewaru typicky v licenci zakázáno zpětné získání zdrojových kódů ze spustitelného souboru, což mnohdy úplně znemožňuje jakoukoliv legální cestu k získání zdrojového kódu.
- Vývoj freeware programu je tedy (oproti otevřenému) plně a pouze v rukou autora.
- Nezveřejňování zdrojových kódů u freewaru také ztěžuje jeho bezpečnostní revizi.
- Zatímco freeware je software zdarma, svobodný a otevřený software lze dodávat a šířit volitelně i za peníze. (Svobodný a otevřený software, který je šířený za peníze, je zároveň možné dál šířit zdarma.) Některý freeware je možné šířit za poplatek pokrývající základní náklady na distribuci, ale poplatek se nesmí vyžadovat za samotný freeware.